# Chaperina fusca
Chaperina fusca es una especie de anfibio anuro de la familia Microhylidae y única representante del género Chaperina.

## Distribución geográfica y hábitat
Es endémica de la península malaya, sur y oeste de Filipinas y Borneo. Su rango altitudinal oscila entre 0 y 2600 m s. n. m. (metros sobre el nivel del mar).

## Estado de conservación
Se encuentra amenazada por la pérdida de su hábitat natural.